# Helmut Döscher
Helmut Döscher (* 1. Januar 1890 in Holzminden; † 1973) war ein deutscher Ministerialbeamter.

## Leben und Tätigkeit
Helmut Döscher war von 1922 bis 1937 beim Stadtbauamt Berlin tätig, wo er zuletzt Leitender Stadtbaudirektor war. Ab 1938 bis zum Kriegsende 1945 war er als Ministerialrat Leiter der Sonderdienststelle Siedlungswesen des Reichsarbeitsministeriums Berlin.
1942 widmete er dem Hamburger NSDAP-Gauleiter und Reichsstatthalter Karl Kaufmann als Architekten für die Neugestaltung der Hansestadt Hamburg sein als Gutachten entstandenes Auftragswerk Bauen und Wohnen in der Marsch.
Im Sommer 1945 übernahm Helmut Döscher das Stadtplanungsamt in Braunschweig.
1950 trat er in den Staatsdienst der Bundesrepublik Deutschland ein und wurde im Alter von 60 Jahren Leiter der Abteilung II (Raumordnung, Städtebau, Bauwirtschaft) im Bundesministerium für Wohnungsbau in Bonn. Zuletzt war er Ministerialdirigent und ging mit Erreichen der Altersgrenze von 65 Jahren 1955 in den Ruhestand. 1956 wurde er für seine Verdienste auf dem Gebiet des Städtebaus geehrt.
1965 wurde er als Ministerialrat a. D. in Zusammenhang mit dem Deutschen Verband für Wohnungswesen, Städtebau und Raumplanung genannt.

## Schriften (Auswahl)
- Bauen und Wohnen in der Marsch. Der Reichsstatthalter in Hamburg. Der Architekt für die Neugestaltung der Hansestadt Hamburg. Der Reichsstatthalter in Hamburg, Hamburg 1942.

## Ehrungen
- 16. April 1954: Ehrensenator der Technischen Universität Braunschweig
- 30. April 1955: Großes Verdienstkreuz der Bundesrepublik Deutschland